# Мёртвые (фильм, 2010)
«Мёртвые» (англ. The Dead) — британский фильм о зомби 2010 года, снятый студиями Indelible Productions и Latitude Films. Сценаристами и режиссёрами выступили братьями Форд, в главных ролях Роб Фриман, Принц Дэвид Осейя, Бен Донто и Бен Кроу.

## Сюжет
В Африке разразилась эпидемия зомби. Лейтенант Брайан Мёрфи успевает на последний самолёт, но тот терпит крушение. Чудом оставшись в живых, Мёрфи пытается добраться хоть до какого-нибудь аэродрома, чтобы вернуться к жене и дочери. Судьба сталкивает его с местным военным, который ищет сына, после чего двое живых решают помогать друг другу и продолжают путь вместе.

## В ролях
- Роб Фриман — лейтенант Брайан Мёрфи
- Принц Дэвид Осейя — сержант Даниэль Дембеле
- Дэвид Донто — начальник
- Бен Кроу — Дэн Райдер
- Дэн Морган — Джеймс
- Джон Дантон-Донер — лейтенант Фрэнк Гривз
- Джон Форд — наёмник с дробовиком (камео)
- Ховард Дж. Форд — умирающий наёмник на пляже (камео)

## Проивзодство
Производство столкнулось со многими проблемами, и вместо того, чтобы снимать запланированные шесть недель, съёмки фактически заняли 12 недель. Задержка с доставкой оборудования в Африку первоначально добавила три недели; другие заметные проблемы включали в себя то, что Роб Фриман заразился малярией и чуть не умер в середине съёмок. Его доставили в местную больницу и поставили капельницу на несколько дней. Ещё одна задержка была вызвана значительным повреждением оборудования камеры. Съёмки проходили в Буркина-Фасо и Гане. Постпродакшн был сделан в Брайтоне, Лондоне и Элстри в Великобритании. Микширование звука фильма было завершено номинированными на премию «BAFTA» Адамом и Грэмом Дэниелом незадолго до рождества 2010 года. Ховард Дж. Форд опубликовал книгу под названием «Surviving the Dead», в которой подробно описывалась проблемная история производства.

## Показ
Премьера фильма состоялась в августе 2010 года на кинофестивале «Frightfest», а премьера в США состоялась на кинофестивале «Fantastic Fest». Права на показ в США и Великобритании были приобретены компанией Anchor Bay Entertainment. В Великобритании на DVD и Blu-ray фильм был выпущен в сентябре 2011 года. В США фильм вышел на более чем 150 экранах. В США на DVD и Blu-ray фильм был выпущен в феврале 2012 года.

## Реакция
На «Rotten Tomatoes» фильм имеет рейтинг 72 % со средней оценкой 5,7 из 10 на основе 18 отзывов. «Metacritic» дал фильму оценку 59 из 100 на основе шести отзывов. Джо Лейдон из Variety написал: «С приливым следом снарка, сатиры или самосознания британские братья и режиссёры Ховард Дж. и Джон Форд вдыхают новую жизнь в тропы зомби-триллеров». Марк Адамс из Screen Daily написал: «И хотя сюжет не предлагает ничего особенно нового в жанре, „Мертвые“ — это фильм, снятый со страстью и энтузиазмом и, безусловно, отличается тоном и фоном». Фелим О’Нил из The Guardian дал ему 3 звезды из 5 и написал: «Этот малобюджетный фильм о зомби выходит из стаи благодаря умному и амбициозному решению снимать в Буркина-Фасо». Нил Гензлингер из The New York Times написал, что фильм имеет, возможно, непреднамеренный, тревожный метафорический подтекст из-за того, что африканцы убивают друг друга. Что касается аспектов дорожного кино, Генцлингер назвал его «длинным, свободным от химии слогом по зомбированной сельской местности». Los Angeles Times написал, что обстановка изначально помогает атмосфере фильма, но в конечном итоге переполняет её метафорами насилия в Африке. Джон Дефор из The Washington Post раскритиковал кастинг, актёрскую игру и сценарий, хотя он сказал, что кровавые эффекты удовлетворят поклонников ужасов. Чак Уилсон из The Village Voice назвал его «„Ночью живых мертвецов“, переосмысленную как вестерн Серджо Леоне». Star Tribune дал фильму 2 звезды из 4 и написал, что фильму не хватает социальных комментариев и жутких страхов, чтобы компенсировать отсутствие полного использования его обстановки. Марк Савлов из The Austin Chronicle дал ему 3 звезды из 5 и написал, что «фильм предоставляет совершенно новый взгляд на те же старые мёртвые вещи». Чак Боуэн из Slant Magazine дал фильму 2 звезды из 4 и назвал его «совершенно исправным фильмом ужасов», который «не может превзойти банальность его неизбежной темы». Мэтью Ли из Twitch Film написал: «Хотя братья, как правило, относятся к своему сюжету с достаточной степенью чувствительности, никогда никого не покровительствуют и не экзотизируют, кроме обстановки, в нём нет ничего уникального». Майк Перейра из Bloody Disgusting дал ему 3 звезды из 5 и назвал его «довольно рутинным» фильмом о зомби, который понравится хардкорным поклонникам зомби. Стив Бартон из Dread Central дал фильму 4 звезды из 5 и назвал его одним из лучших недавних фильмов о зомби.

## Продолжение
Продолжение «Мёртвые 2: Индия» было выпущено 22 августа 2013 года, а затем на DVD 16 сентября 2014 года. В отличие от первого фильма, действие происходит в Индии. Фильм рассказывает о американскоом инженере Николасе Бёртоне (Джозеф Миллсон) в гонке со временем, чтобы добраться до своей беременной подруги Ишани Шармы (Мину Мишра) во время вспышки вируса. Бёртон заручается помощью осиротевшего уличного мальяика Джаведа (Ананд Кришна Гопал), и вместе они совершают опасное 300-мильное (480-километровое) путешествие по смертоносным пейзажам, в то время как зомби-апокалипсис угрожает охватить всю нацию.